# کاهش آسیب
کاهش آسیب استفاده از همه راهکارها برای کاستن از مضرات و آسیب‌های یک بیماری مثلاً مصرف مواد مخدر با وجود حضور آن بیماری و قضاوت نکردن آن. قوانین و برنامه‌های کاهش آسیب برای مدیریت رفتارهای مانند مصرف تفریحی الکل و دیگر داروها و آمیزش جنسی به اشکال گوناگون در جامعه به کار گرفته می‌شوند. مخالفان برنامه‌های کاهش آسیب معتقند که تحمل این رفتارها به جامعه این پیام را می‌رساند که انجام این رفتارها پذیرفتنی است و در نهایت باعث کاهش آسیب نمی‌شود.
یکی از برنامهٔ رایج کاهش آسیب برنامه‌های تعویض سرنگ و سوزن است. در این برنامه‌های کسانی که از سرنگ برای تزریق دارو به خود استفاده می‌کنند، می‌تواند در برخی مراکز بهداشت سرنگ آلودهٔ خود را با یک سرنگ استریل تعویض کنند. این کار باعث می‌شود تا سرنگ‌های آلوده بیشتر از یکبار استفاده نشوند و خطر شیوع بیماری‌های خونی مانند هپاتیت سی و اچ آی وی که در واقع از مواد مخدر خطرناکتر هستند، کاهش یابد. همچنین مراکزی که تعویض سرنگ و سوزن انجام می‌دهند، خدمات بهداشتی نیز ارائه می‌کنند و به سلامت کسانی که دارو مصرف می‌کنند کمک کنند، همچنین، اگر آن اشخاص مایل و نیازمند به کمک برای درمان و ترک دارو هستند، به آنها کمک کنند.
مثال دیگر برنامه‌های کاهش آسیب، مراکز تزریق نظارت شده هستند. مراکز تزریق نظارت شده مراکز قانونی هستند که کسانی که دارو مصرف می‌کنند می‌توانند به آنجا بروند و با سرنگ و سوزن تمیز تحت نظارت مسئولین بهداشت داروی خود را تزریق کنند. به این شیوه، این اشخاص دیگر دارو را در کوچه و خیابان با سرنگ‌های آلوده تزریق نمی‌کنند و همچنین اگر دچار بیشمصرفی بشوند، مسئولین بهداشت می‌توانند جان آنها را نجات دهند. این مکانیسم امنیت و امکان تماس با سیستم بهداشتی برای کسانی که دارو مصرف می‌کنند ایجاد می‌کند. این مراکز همچنین به کسانی که مایل به درمان و ترک دارو باشند کمک می‌کنند.